# Marià Burguès
Marià Burguès Serra (1 de agosto de 1851 - 20 de noviembre de 1932) nació en Sabadell, provincia de Barcelona, hijo de un alfarero de quien él aprendió también el oficio.
Fue artista, pensador, escritor español, gran conocedor de la ciudad de Sabadell. Fundó la Academia de Bellas Artes de Sabadell y el Faianç Català.
Ganó varios premios en certámenes literarios y artísticos, e impulsó la recuperación de la cerámica catalana.
Nos dejó el libro Sabadell del meu record -uno libro de memorias-, el cual describe las costumbres, la vida diaria, las calles y las tradiciones de la ciudad de Sabadell de su tiempo.
Fue también un hombre preocupado por los problemas de los habitantes de su ciudad, principalmente de aquellos pertenecientes a la clase obrera, a los cuales procuró ayudar en sus reivindicaciones para mejorar sus condiciones. Así, dirigió el periódico Los Desheredados, dirigido a esta finalidad.
Antes de morir, en el año 1932, su taller de alfarería se transformó en la Escuela Municipal de Cerámica.